# Pero Anes Coelho
Pero Anes Coelho (1260 - 1317) foi um nobre medieval do Reino de Portugal e Meirinho-mor do Rei D. Dinis I de Portugal na Província da Beira, para o que recebia 100 Libras para “vestidos”. 
Recebeu por herança os senhorios de seu pai, que os havia recebido por doação régia datada de 1254, na vila de Souto de Riba-Homem. O rei D. Dinis fez-lhe também a atribuição de três casais (Solares) na área do Mosteiro de Oliveira onde o seu irmão era Prior. Esta doação real ocorreu em 1299. 

## Relações familiares
Foi filho de João Soares Coelho (1200 - 1278) e de Maria Fernandes (1230 -?). Casou com D. Margarida Esteves (c. 1260 -?) filha de D. Estevão Ermiges da Teixeira (1220 -?) e de Urraca Fernandes de Louredo, de quem teve:
1. Estevão Coelho (1290 -?) casou com Maria Mendes Petite; filha de Soeiro Mendes Petite, alcaide de Santarém;
2. João Coelho;
3. Vicente Pires Coelho.